# Formica longipilosa
Formica longipilosa är en myrart som beskrevs av André Francoeur 1973. Formica longipilosa ingår i släktet Formica och familjen myror. Inga underarter finns listade i Catalogue of Life.

## Bildgalleri

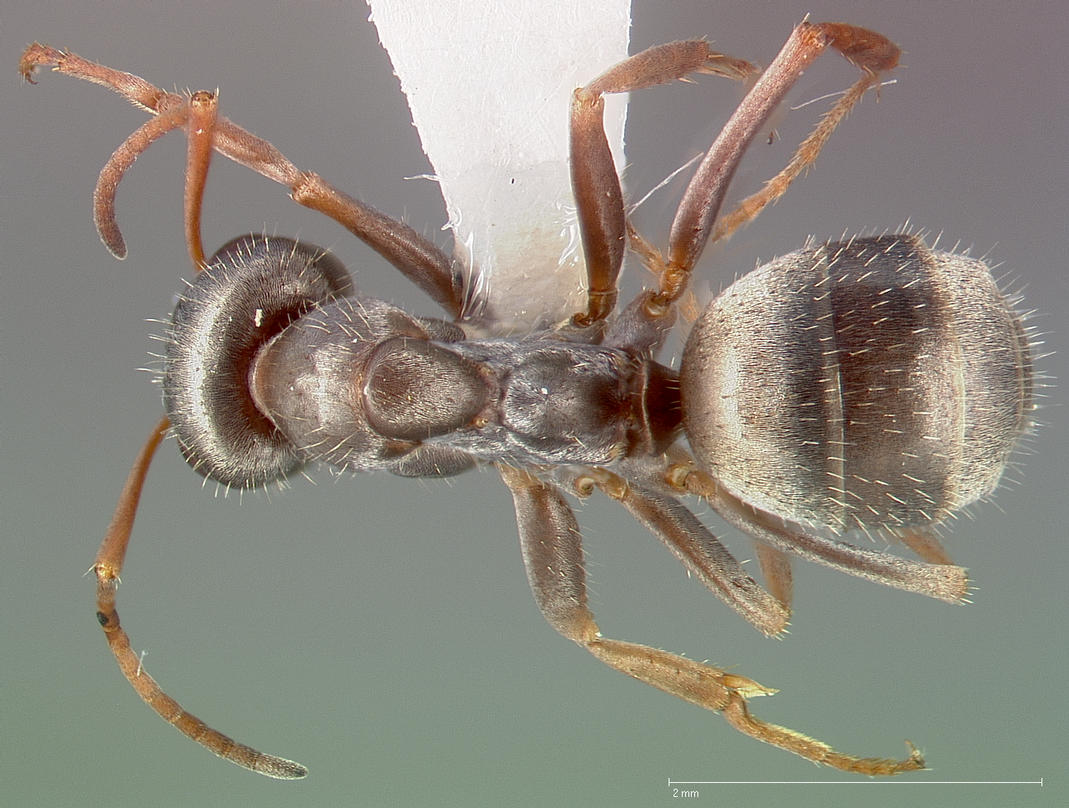
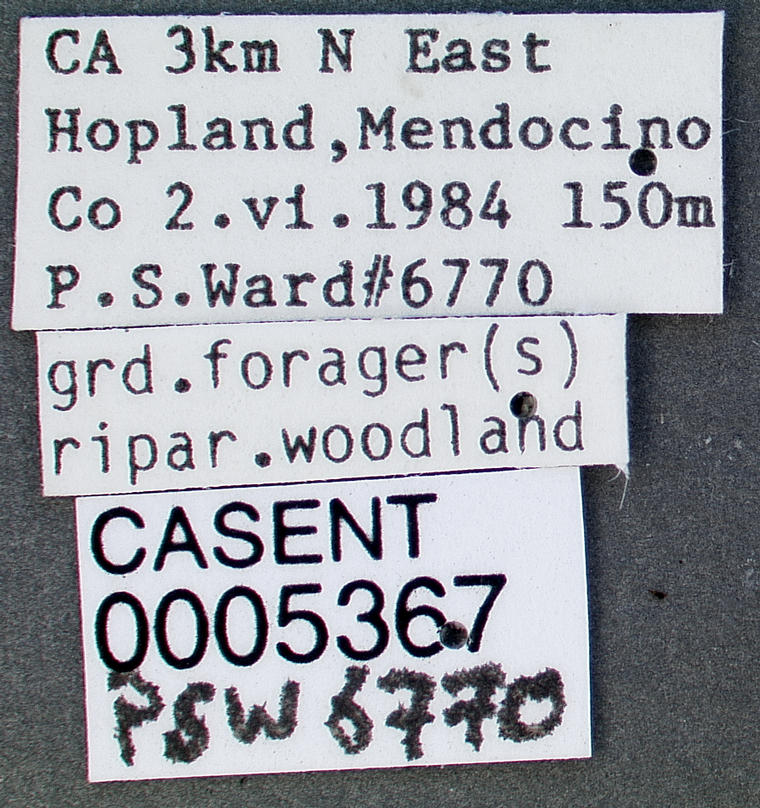
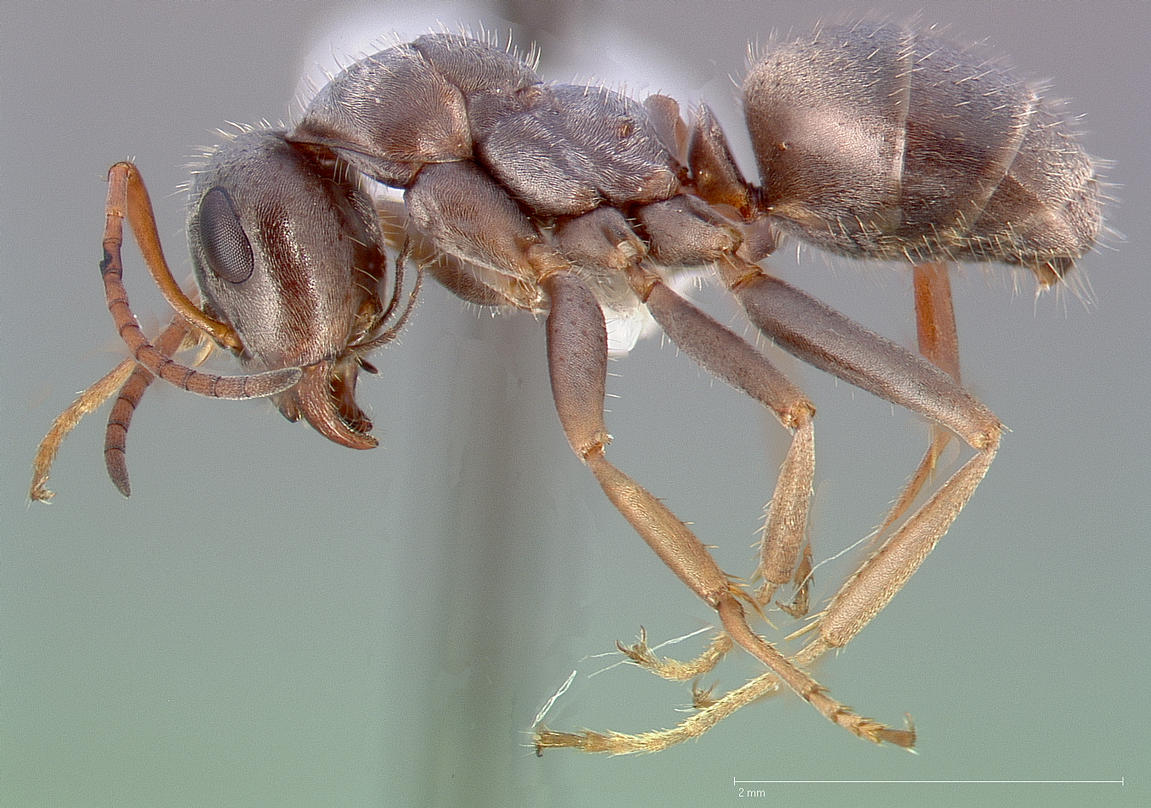